# Lokalförening
Lokalförening kallas en förening som verkar inom ett specifikt geografiskt område, men tillhör en regional eller rikstäckande organisation. Lokalföreningens stadgar är som regel fastställda på den högre nivån och gemensamma för regionen eller riket.